# Savé (fleuve)
Le Savé, ou Sabi (Rio Save en portugais) est un fleuve d'Afrique australe long de 640 km, qui irrigue le Zimbabwe et le Mozambique,. 

## Géographie
Il prend sa source au Zimbabwe, à quelque 80 km au sud d’Harare, s'écoule d'abord vers le sud puis vers l'est, depuis le veld du Zimbabwe jusqu'à la confluence avec l’Odzi ; puis il s'oriente derechef vers le sud, avec les cataractes de Chivirira (« bouillonnement »), et descend le versant ouest des plateaux orientaux du Zimbabwe, arides par leur situation à l'ombre pluviométrique de ces montagnes. À la frontière du Mozambique, à Mahenya, il reçoit les apports du Runde ou Lundi. Il traverse enfin le Mozambique avant de se déverser dans l’Océan Indien, à la latitude de 21° Sud.
Le Savé irriguait autrefois les plantations de canne sucrière, auxquelles se sont substituées depuis des plants d'orangers, les champs de coton, de riz et d'avoine. La pêche permet modestement à la population locale de diversifier son alimentation,.
La vallée du Savé divise le Mozambique à la fois administrativement, politiquement, ethniquement et écologiquement :
- À l’époque coloniale, tout le sud était considéré comme une unique province du Mozambique alors qu'à présent le fleuve sépare les provinces de Gaza et d’Inhambane, au sud, de celles de Manica et Sofala au nord ;
- politiquement, le Savé Méridional est le bastion du FRELIMO séparatiste, alors que la rive nord est plutôt favorable au RENAMO blanc et conservateur ;
- le Savé sépare les ethnies parlant le shangaan (ou Xi-Tsonga), au sud, des locuteurs du shona , au nord ;
- le delta su Savé, dans l’Océan Indien, marque aussi la limite entre les écosystèmes marins tropicaux au nord, et les écosystèmes marins subtropicaux ; le contraste est moindre pour la faune et la flore terrestre : la transition, ici, est plutôt est-ouest : à l'est des monts de Chimanimani, une forêt d'altitude prend naissance, entièrement différente des forêts de la plaine maritime.

Le delta du Savé est couvert d'une mangrove d'environ 100 km en partant de la côte. Cette forêt est exploitée par les villageois pour son bois de charpente, et une pêche vivrière s'y développe. La vallée maritime du Savé est en proie aux cyclones, aux inondations et à l'érosion littorale.
Le Savé était une voie navigable ancienne, sur la Route de l'or, ce qui explique en partie le rayonnement de la civilisation du Grand Zimbabwe aux XIIIe et XIVe siècles.